# إدوارد بريغز
إدوارد بريغز هو فلاح وسياسي كندي، ولد في 25 فبراير 1854، وتوفي في 14 ديسمبر 1941.